# Oyasumi Punpun
Oyasumi Punpun (яп. おやすみプンプン оясуми пунпун, «Спокойной ночи, Пунпун») — манга Инио Асано о взрослении, полном противоречивых эмоций и трудноразрешимых проблем.

## Сюжет
Пунпун — обыкновенный 11-летний школьник из Японии. Честный идеалист и неисправимый романтик, главный герой наблюдает, как быстро меняется его жизнь, когда в его класс приходит новая девочка Айко Танака. Мальчик узнает, насколько хрупкими могут быть отношения и как трудно бывает отказаться от иллюзий наивного детства. Когда однажды Пунпун становится свидетелем того, как его отец обижает мать, он выносит для себя новый урок: те, кого он когда-то считал для себя примером, оказались вовсе не такими, как он думал.

## Персонажи
- Пунпун Онодэра (яп. 小野寺 プンプン) / Пунпун Пуняма (яп. (プン山 プンプン) — обычный школьник с низкой самооценкой, его изображение по ходу манги меняется, но чаще всего он изображен в виде птицы. Общается с Богом, когда подавлен, вызывая его при помощи фразы "Боже правый, Боже правый, тили-тили-бом". Влюблён в Айко.
- Айко Танака (яп. 田中 愛子) — училась с Пунпуном в начальной школе, из-за проблем в семье достаточно подавлена.
- Бог (яп. 神) —  существо, изображенное фотографией головы с афро, которое появляется перед Пунпуном в трудную минуту.
- Мама Пунпуна — страдает от перепадов настроения и гнева. У неё очень противоречивые отношения с Пунпуном, которому она дает свою фамилию Онодэра после того, как она развелась с отцом Пунпуна.
- Юити Онодэра (яп. 小野寺 雄一) — дядя Пунпуна, фритер, который присматривает за ним, когда мать попадает в больницу.
- Мидори Окума (яп. 大隈 翠) — девушка Юити, владелица кафе. Во время обучения в средней школе ненадолго присоединяется к семье Пунпуна и помогает о ней заботиться.
- Сати Нандзё (яп. 南条 幸) — девушка, которую Пунпун встречает уже будучи взрослым, начинающая мангака.
- Масуми Сэки (яп. 関 真澄) — один из друзей детства Пунпуна, также близкий друг Симидзу, которым очень дорожит. Циничен и замкнут.
- Ко Симидзу (яп. 清水 コー) — один из друзей детства Пунпуна, имеет очень богатое воображение. Позже присоединяется к культу Пегаса.
- Тосики Хосикава / "Пегас" (яп. 星川 敏樹) — лидер культа в городе Пунпуна.
- Мицуко Танака (яп. 田中 光子) — мать Айко, сектантка. Жестоко обращается со своей дочерью и проявляет психическую нестабильность. Хотя в конечном итоге она оказывается инвалидом, в последующих главах показано, что она могла притворяться.
- Хэйроку Сисидо (яп. 宍戸平六) — арендодатель, позже друг Пунпуна.
- Сюнтаро Харуми (яп. 晴見俊太郎) — один из друзей детства Пунпуна. В будущем — учитель начальной школы.

## Создание
После того, как его редактор отверг идею о создании боевой фэнтезийной манги, действие которой разворачивалось на горячем источнике, Инио начал поиск новой истории. В желании вырваться из роли создателя позитивной молодёжной манги, он придумал историю о Пунпуне, на дизайн для которого его вдохновили собственные каракули.
Манга первоначально задумывалась как романтическая история с поворотным моментом, в котором двадцатилетний Пунпун совершает убийство, после чего им с Айко пришлось бы бежать, и сюжет развивался бы по концепции дорожного кино. Выбирая концовку, Асано сперва склонялся к идее, где ребёнок Сати падает с железнодорожной платформы и, спасая его, Пунпун погибает. Однако автор решил, что это слишком «хорошая» концовка. Желая наиболее худшего окончания истории для героя, он оставил его в живых, считая, что «жить труднее, чем умереть».
Асано планировал нарисовать мангу в семь томов, однако в итоге их вышло тринадцать, а работа над мангой продлилась почти семь лет. Сюжет увеличился из-за добавления новых персонажей и их историй. Например, Сэки, Симидзу и Пегаса автор придумал уже в ходе работы над мангой. Также некоторым героям он уделил больше внимания, чем рассчитывал изначально. Например, сюжетная линия дяди Пунпуна или частое появление Бога.
Фоны были сделаны при помощи цифровой обработки фотографий. При работе Инио прибегал к помощи ассистентов.

## Художественные особенности
Пунпун в манге изображён в виде карикатурного голубя, чтобы читатель мог идентифицировать себя с персонажем, не отвлекаясь на его внешность. Также такое изображение помогает удивить неподозревающего читателя, который при первом чтении может посчитать, что это милая история. Карикатурой он представляется только читателям, а персонажи видят его как обычного человека. При этом Асано никогда не делал человеческий дизайн Пунпуна.
В манге много символизма. Например, в первой главе есть сцена, где Пунпун с отцом смотрят в телескоп и наблюдают летне-осенний треугольник, состоящий из трёх звёзд: Веги, Альтаира и Денеба. В японской мифологии звезду Вега олицетворяет принцесса Орихимэ, а Альтаира — коровий пастух Хикобоси, которые полюбили друг друга. С добавлением Денеба звёзды образуют уже летне-осенний треугольник, что создаёт аллегорию на любовный треугольник Пунпуна, Айко и Сати в будущем, где Пунпун — это Хикобоси. В одиннадцатом томе автор вновь намекает на это, изобразив Пунпуна с бычьими рожками.
Это не единственный случай трансформации Пунпуна в манге. В некоторых моментах он также был нарисован как тетраэдр или в маске хёттоко. Со слов Асано, за этими изображениями нет скрытого значения: «Манга представляет собой смесь вещей, что имеют смысл или совершенно не имеют».

## Публикация
Сначала манга публиковалась в журнале Weekly Young Sunday и после его закрытия перекочевала в Big Comic Spirits.

## Отзывы
Многие читатели характеризовали мангу как депрессивную и сюрреалистичную. Однако самому Инио не нравятся такие определения его работы. «Тёмное», депрессивное повествование даже сказывалось на продаже манги. В первый раз продажи упали после публикации флешбэка Юичи, во второй — после сцены убийства матери Айко.